# Хеннеф

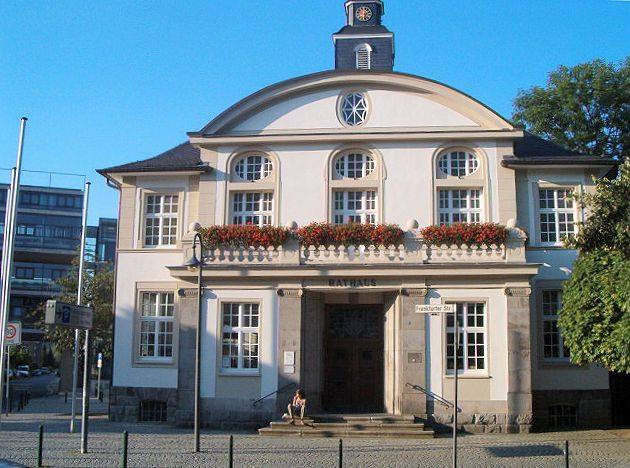
Ратуша города Хеннеф

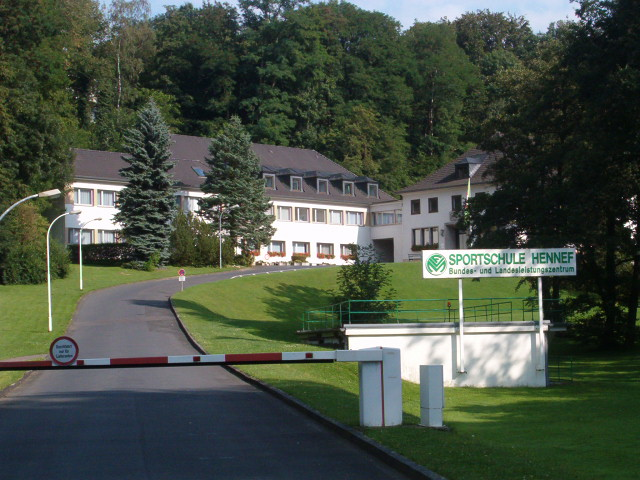
Спортивная школа

Хеннеф (нем. Hennef) — город в Германии, в земле Северный Рейн-Вестфалия.
Подчинён административному округу Кёльн. Входит в состав района Рейн-Зиг. Население составляет 46 114 человек (на 31 декабря 2010 года). Занимает площадь 105,79 км². Официальный код — 05 3 82 020.